# Świątkowo (gromada)
Świątkowo (do 30 XII 1961 Juncewo) – dawna gromada, czyli najmniejsza jednostka podziału terytorialnego Polskiej Rzeczypospolitej Ludowej w latach 1954–1972.
Gromady, z gromadzkimi radami narodowymi (GRN) jako organami władzy najniższego stopnia na wsi, funkcjonowały od reformy reorganizującej administrację wiejską przeprowadzonej jesienią 1954 do momentu ich zniesienia z dniem 1 stycznia 1973, tym samym wypierając organizację gminną w latach 1954–1972.
Gromadę Świątkowo z siedzibą GRN w Świątkowie utworzono 31 grudnia 1961 w powiecie żnińskim w woj. bydgoskim w związku z przeniesieniem siedziby GRN gromady Juncewo z Juncewa do Świątkowa i zmianą nazwy jednostki na gromada Świątkowo.
Gromadę zniesiono 1 stycznia 1972, a jej obszar włączono do gromad Janowiec (sołectwa Chrzanowo, Obiecanowo, Juncewo, Świątkowo i Żużoły) i Żnin Wschód (sołectwa Kaczkowo, Ustaszewo i Uścikowo) w tymże powiecie.